# 岩田鳴球
岩田 鳴球（いわた めいきゅう、本名：久太郎、 1874年（明治7年）7月30日 - 1936年（昭和11年）9月22日）は、日本の俳人。

## 来歴
石川県大聖寺町（現・加賀市）本町生まれ。1894年高等商業学校（現・一橋大学）中退。俳句を正岡子規、高浜虚子に学んだ。
三井物産に入社し、1905年から三井物産台湾支店長として台湾に赴任。初の台湾俳誌『相思樹』の選者となり、1906年から『相思樹』主筆。
三井物産専務理事を経て、1918年大本教に入信。総務や出版局（現・天声社）局長、大正日日新聞編集局長、第一天声社社長、統理補などを務めたが、大本事件で、1936年に獄死した。

## 編書
- 『大本略史 再版』第一天声社 1931年